# Frea jaguaritoides
Frea jaguaritoides là một loài bọ cánh cứng trong họ Cerambycidae.